# Millionen-Mann-Marsch

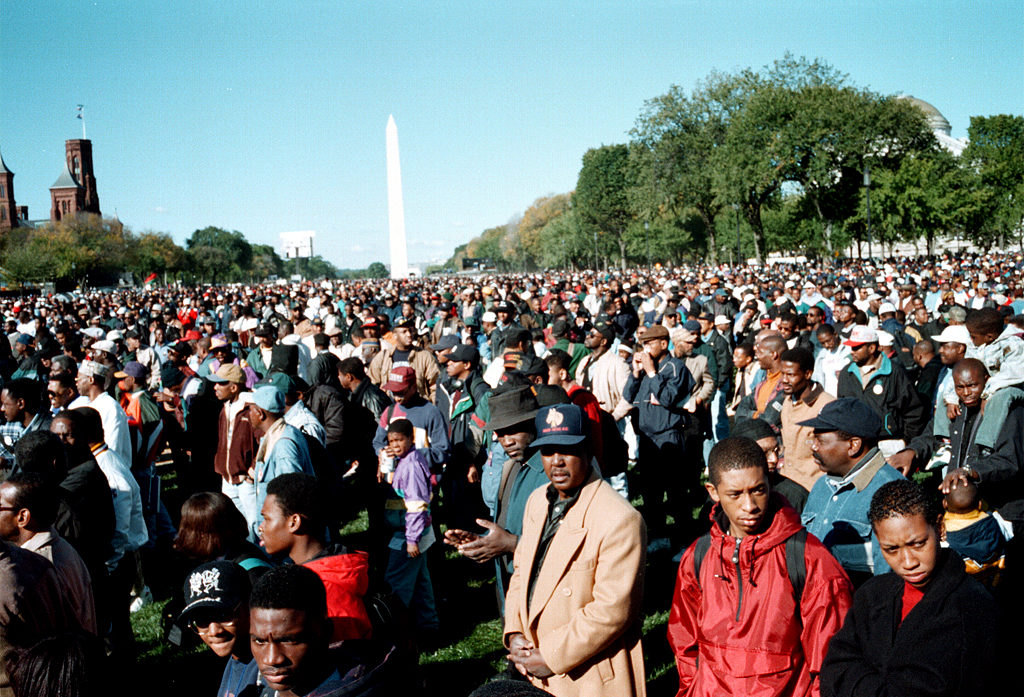
Millionen-Mann-Marsch, im Hintergrund das Washington Monument

Der Millionen-Mann-Marsch (englisch Million Man March) war eine Massenkundgebung afroamerikanischer Männer, die am 16. Oktober 1995 in Washington, D.C. stattfand. Ihr Ziel war ein Appell zur Einigung der Schwarzen in den Vereinigten Staaten und an ihre moralischen Werte. Die Kundgebung hatte mindestens 500.000, nach anderer Quelle 600.000 bis eine Million Teilnehmer. Die mitveranstaltende Nation of Islam gibt die Anzahl der Teilnehmer mit „über einer Million“ an.

## Veranstalter
Vorbild für die Zusammenkunft war der Marsch auf Washington für Arbeit und Freiheit von 1963, der ebenfalls auf der National Mall stattfand. Veranstaltet wurde die Demonstration von etwa 200 Bürgerrechtsorganisationen, unter anderem von einigen lokalen Gruppen der National Association for the Advancement of Colored People (NAACP, dt. Nationale Organisation für die Förderung farbiger Menschen) und des National African American Leadership Summit (dt. Nationale afroamerikanische Führungsspitze). Wichtige Organisatoren waren Benjamin Chavis Muhammad und der Anführer der Nation of Islam, Louis Farrakhan. Die Kundgebung war seit 1990 geplant und wurde von den Organisatoren auch als „Heiliger Tag der Buße und Versöhnung“ (engl. holy day of atonement and reconciliation) bezeichnet und unter diesem Namen bekannt.

## Teilnehmer
Die Teilnehmer waren vor allem afroamerikanische Männer aus den gesamten Vereinigten Staaten. Weiße und Frauen waren, abgesehen von Ausnahmen wie Rosa Parks, die zu den Rednern gehörte, nicht eingeladen, was zu Kritik auch innerhalb der Bürgerrechtsbewegung führte. Louis Farrakhan, der US-amerikanische Führer der religiös-politischen Organisation Nation of Islam, begründete dieses Vorgehen damit, dass einige Frauen als Redner auftraten, Frauen bei der Vorbereitung des Marsches beteiligt gewesen seien und die schwarzen Frauen Amerikas, anders als die Männer, „Buße und Neubeginn“ nicht nötig hätten. Schwarze Männer waren, statistischen Erhebungen der Zeit zufolge, gegenüber schwarzen Frauen im Berufsleben unterrepräsentiert, hingegen häufig kriminell, arbeitslos oder suizidal. Schwarzen Frauen, die trotzdem an der Kundgebung teilnahmen, wurde mit Respekt begegnet.
Weiße gehörten aus Farrakhans Sicht nicht zu den Adressaten des Aufrufes, denn im Gegensatz zur Zielsetzung des Marsches auf Washington von 1963 erstrebte er ein Amerika aus einer weißen und einer schwarzen Nation, die gleichgestellt, aber getrennt nebeneinander existieren sollten.
Die Kundgebung verlief, entgegen den Befürchtungen Washingtoner Bürger, friedlich und ohne Konsum von Alkohol oder anderen Drogen. Zu den Teilnehmern zählten die Musiker MC Hammer, Ice-T und Isaac Hayes. Über die tatsächliche Zahl der Demonstranten konnte im Nachhinein keine Einigung erzielt werden; Schätzungen beliefen sich auf mindestens 450.000, aber auch wesentlich höhere Zahlen wurden genannt.

## Redner
Auf der Kundgebung sprachen über sechzig Redner, unter anderem Jesse Jackson, Rosa Parks, und der Kongressabgeordnete Kweisi Mfume. Zwischen den Redebeiträgen wurde Musik von Gospelchören und Trommelgruppen platziert. Die Schriftstellerin Maya Angelou, die schon 1993 am selben Ort bei der Amtseinführung von Bill Clinton gelesen hatte, trug Verse vor und auch Stevie Wonder war unter den Künstlern. Der Bürgermeister von Washington, D.C., Marion Barry, trat auf und erklärte, die Idee des Marsches sei eine göttliche Inspiration gewesen.
Die Rede Louis Farrakhans am Ende der Kundgebung wurde im Nachhinein als zentrales Ereignis der Veranstaltung gewertet. Sie dauerte zweieinhalb Stunden. Farrakhan war durch kugelsicheres Glas geschützt und von uniformierten Leibwächtern begleitet.
Seine Rede hatte sowohl politische als auch religiöse Aspekte und entsprach damit und durch die Verwendung rhetorischer Mittel seinem bisherigen, erfolgreichen Rede- und Predigtstil. Farrakhan forderte die Versöhnung der Schwarzen untereinander und stellte sie in einen religiösen Kontext. Er bezog sich auf das Alte, das Neue Testament und den Koran und brachte Aspekte der Numerologie, betreffend die Zahl Neunzehn, der Rolle Pharao Echnatons und der Grundlagen des Freimaurertums in seine Rede ein. Sie enthielt ein Gelöbnis der Teilnehmer zu Werten der Gewaltlosigkeit untereinander und dazu, den Einfluss der Schwarzen in den Vereinigten Staaten zu stärken.
Wegen antisemitischer Äußerungen war Farrakhan heftig kritisiert worden, wies dies jedoch zurück. Der Aspekt der Einigung und Versöhnung der Schwarzen untereinander wurde überlagert von Anschuldigungen, das Amerika von 1995 stünde ebenso wie das der Zeit Abraham Lincolns unter der „Geisteskrankheit“ der Vorherrschaft der Weißen, was für das Land zerstörerisch sei.

## Öffentliche Wahrnehmung und Reaktionen
Der Millionen-Mann-Marsch fand knapp zwei Wochen nach dem Freispruch des schwarzen Football-Stars O. J. Simpson statt, der in einem weltweit beachteten Strafprozess des Mordes an zwei Weißen angeklagt gewesen war. Der Freispruch durch eine überwiegend von Schwarzen besetzte Jury wurde in Amerika sehr unterschiedlich beurteilt; so warnte der damalige Präsident Bill Clinton vor einem „Riss im Herzen Amerikas“. Diese Befürchtung spielte in die öffentliche Wahrnehmung des Millionen-Mann-Marsches hinein.
Auch innerhalb der Bürgerrechtsbewegung selbst wurde die politische Botschaft der Veranstaltung kontrovers beurteilt. Der demokratische Kongressabgeordnete John Lewis blieb der Kundgebung fern, die nicht seiner Vorstellung von Integration entsprach. Bill Clinton lobte die Teilnehmer, warnte aber andererseits vor der „Bösartigkeit“ Louis Farrakhans, dem er das „Säen von Zwietracht“ zwischen Schwarzen und Weißen vorwarf.

## Nachwirkung
Am zehnten Jahrestag des Marsches demonstrierten erneut Tausende von Schwarzen am selben Ort und protestierten, wiederum unter Führung von Louis Farrakhan, gegen die Regierungspolitik von George W. Bush. Die Kritik richtete sich gegen den Irakkrieg und die Reaktion der Regierung auf die durch den Hurrikan Katrina ausgelöste Katastrophe. Der ehemalige Präsidentschaftskandidat Jesse Jackson gehörte auch hier wieder zu den Rednern.

## Ähnliche „Märsche“
- March for Our Lives
- March on Washington for Jobs and Freedom
- „Salzmarsch“ Gandhis